# Marie Strieffler
Marie Strieffler (* 8. Mai 1917 in Landau in der Pfalz; † 20. Januar 1987 ebenda) war eine deutsche Malerin.

## Leben
Marie Strieffler, auch Anna Maria, wurde als Tochter von Heinrich Strieffler und seiner Frau Ida, geborene Salm, in Landau geboren. 1924 bis 1928 besuchte sie die „Städtische Höhere Töchterschule“ in Landau, anschließend das Humanistische Gymnasium, das heutige Eduard-Spranger-Gymnasium. 1936 legte sie das Abitur ab.
Danach folgte ein Studium an der „Staatsschule für angewandte Kunst“ in München. 1937 leistete die Studentin in Kehl-Sundheim ihren Pflichteinsatz im Rahmen des Reichsarbeitsdienstes ab. Sie wechselte dann auf die Münchner Akademie der Bildenden Künste. Dort besuchte sie Malklassen von Julius Diez, Hermann Kaspar und Franz Xaver Stahl, ab 1940 die Radierklasse von Adolf Schinnerer.
Von 1939 bis 1942 war sie zeitweise Erntehelferin in Osteuropa, wo sie auch künstlerisch tätig wurde. Im Sommer 1943 beteiligte sie sich an einer „Künstlerfahrt durch deutsche Siedlungsgebiete im Generalgouvernement“. Zur Gruppe gehörten Adolf Doerner, Hermann Croissant, Rolf Müller-Landau und Walther Perron. Strieffler musste ihre Studien infolge der zunehmenden Kriegsauswirkungen abbrechen und kehrte nach Landau zurück, um im Atelier ihres Vaters zu arbeiten. 1950 besuchte sie eine Malschule beim Tiermaler Max Bergmann. Auch fanden Studien bei August Kutterer statt.
Ab 1953 unternahm Strieffler Studienreisen nach Paris, Südeuropa, USA und Kanada. 1966 lernte sie den elsässischen Künstler und Kunstpädagogen Philippe Steinmetz kennen. Mit ihm als Lebensgefährten unternahm sie zahlreiche Reisen durch Frankreich.
Striefflers Stil war figurativ, beliebt waren ihre zahlreichen Dorf- und Stadtansichten, Portraits, Landschaften sowie Darstellungen des pfälzischen Brauchtums.
Nach ihrem Tod 1987 wurde ihr Wohn- und Atelierhaus der Stadt Landau vermacht und eine Stiftung gegründet. Das Gebäude im Art-déco- und Jugendstil wird als Museum und Galerie genutzt.

## Auszeichnungen und Mitgliedschaften
- Gildemeisterin bei der Südpfälzischen Kunstgilde Bad Bergzabern (1974)
- Mitglied der Arbeitsgemeinschaft Pfälzer Künstler (APK)
- Ehrenmitglied der Gesellschaft der Heinrich-von-Zügel-Freunde
- Ehrengrab auf dem Hauptfriedhof Landau

## Ausstellungen (Auswahl)
- 1962: Einzelausstellung im Karl-Otto-Braun-Museum in Ludwigshafen-Oppau
- 2017: Jubiläumsausstellung zum 100. Geburtstag Marie Striefflers im Striefflerhaus (posthum)[4]

## Publikationen (Auswahl)
- Auf den Völkerstraßen von Nordamerika, Mit Feder und Palette in der Neuen Welt. Pfälzische Verlagsanstalt, Neustadt an der Weinstraße 1964.
- Gestalten und Erhalten auf dem Land. Federzeichnungen. Verbandsgemeinde Landau-Land 1980.
- 700 Jahre Bad Bergzabern, 1286 - 1986. 10 Federzeichnungen. Stadt Landau 1986.